# Sergio Cerruti
Sergio Cerruti (Roma, 12 aprile 1975) è un produttore discografico e disc jockey italiano.
Dal 2018 al 2024 ha ricoperto la carica di Presidente dell'AFI - Associazione Fonografici Italiani.
Dal 2019 al 2022 ha ricoperto la carica di Vicepresidente di Confindustria Cultura Italia.
Dal 2020 al 2024 è stato Presidente del Gruppo Media, Comunicazione e Spettacolo di Assolombarda.

## Biografia
Nel 1989 inizia la sua carriera da Disc jockey suonando nei locali romani e successivamente nei club di tutta Europa. I successivi anni li spende tra la produzione di dischi, remix e le consulenze artistiche nell'ambito di grandi eventi.
La sua carriera nell’industria musicale e dell’intrattenimento, dal 2014 si divide tra quella discografica e quella istituzionale, ricoprendo numerosi incarichi. 

## Incarichi attuali
- Amministratore Delegato JE S.r.l.
- Presidente[6] e membro del Consiglio Generale del gruppo Media Comunicazione e Spettacolo di Assolombarda[7]
- Membro del Gruppo Tecnico Cultura e Turismo di Confindustria[8]
- Membro permanente della sezione MAR per la tutela del Diritto d'autore online di AG-COM

## Incarichi precedenti
- Dal 2015 al 2022: Consigliere della Federazione contro la Pirateria Musicale e Multimediale (FPM)
- Dal 2018 al 2024: Presidente AFI - Associazione fonografici italiani[9]
- Dal 2019 al 2022: Vicepresidente Confindustria Cultura Italia[10][11]

## Discografia (Remixes)[12]
- Du What U Du (Sergio Cerruti's Damned Rmx)[13]
- Get Your Groove on (Cerruti Rework)[14]
- Naked In The Rain (Cerruti Rework)[15]
- Weekend (Cerruti Rework)[16]
- Wannabe (Cerruti UK Dub Edit)[17]
- Staring At The Sun (Cerruti Re-Touch)[18]
- Hey Mamma (Cerruti Re-Touch)[19]
- Splendido Splendente (Cerruti & Relight Orchestra Dub Re-Touch)[20]

## Discografia (Productions)[21]
- Claudio Coccoluto - Refresh[22]
- Claudio Coccoluto – I Music Selection[23]
- Claudio Coccoluto – I Music Selection Recharge[24]
- Claudio Coccoluto – I Music Selection 3 Evolution[25]
- Claudio Coccoluto – I Music Selection 4 - Deepurple[26]
- Claudio Coccoluto – I Music Selection 5 - Vinylheart[27]
- Claudio Coccoluto – I Music Selection 6 - Amigdala[28]
- Claudio Coccoluto – I Music Selection 7 - Nozoo[29]
- Various - I Music Selection Recharge[30]
- Coolio - The Greatest Hits Remixes[31]
- Rocco Siffredi (2) - Sexy - Personal Selection[32]
- Blue Pearl vs. Tyrrell – Naked In The Rain[33]
- Various - Tribute To Michael Jackson "The King Of Pop"[34]